# Jardín botánico de Tingo María
El Jardín botánico de Tingo María, llamado también Jardín Botánico de la "Universidad Nacional Agraria de la Selva", es un jardín botánico de unas 5 hectáreas de extensión, que se encuentra en Tingo María (Departamento de Huánuco, Perú).
Depende administrativamente de la Universidad Nacional Agraria de la Selva.
El código de identificación del Jardín botánico de Tingo María como miembro del "Botanic Gardens Conservation Internacional" (BGCI), así como las siglas de su herbario es TMAP.

## Localización
El Jardín Botánico de Tingo María se encuentra al pie de la cadena montañosa conocida como la Bella Durmiente o Pumarinri en el Parque nacional Tingo María.
Universidad Nacional Agraria de la Selva,
Apartado 156
Tingo María
Perú.

## Historia
El Jardín Botánico de Tingo María es una institución dependiente administrativamente de la Universidad Nacional Agraria de la Selva; se fundó en 1978.

## Colecciones
El jardín botánico cuenta con un bosque representativo con más de 1500 plantas del trópico amazónico, que alcanzan edades entre 30 a 40 años. 
También alberga especímenes de plantas de la aledaña Cordillera Azul, tales como el cedro de altura (Cedrela lilloi), la quina azufre, el tulpay (Clarisia racemosa), la palmera Poma y el Huasaí (Euterpe olerácea).